# 정장석

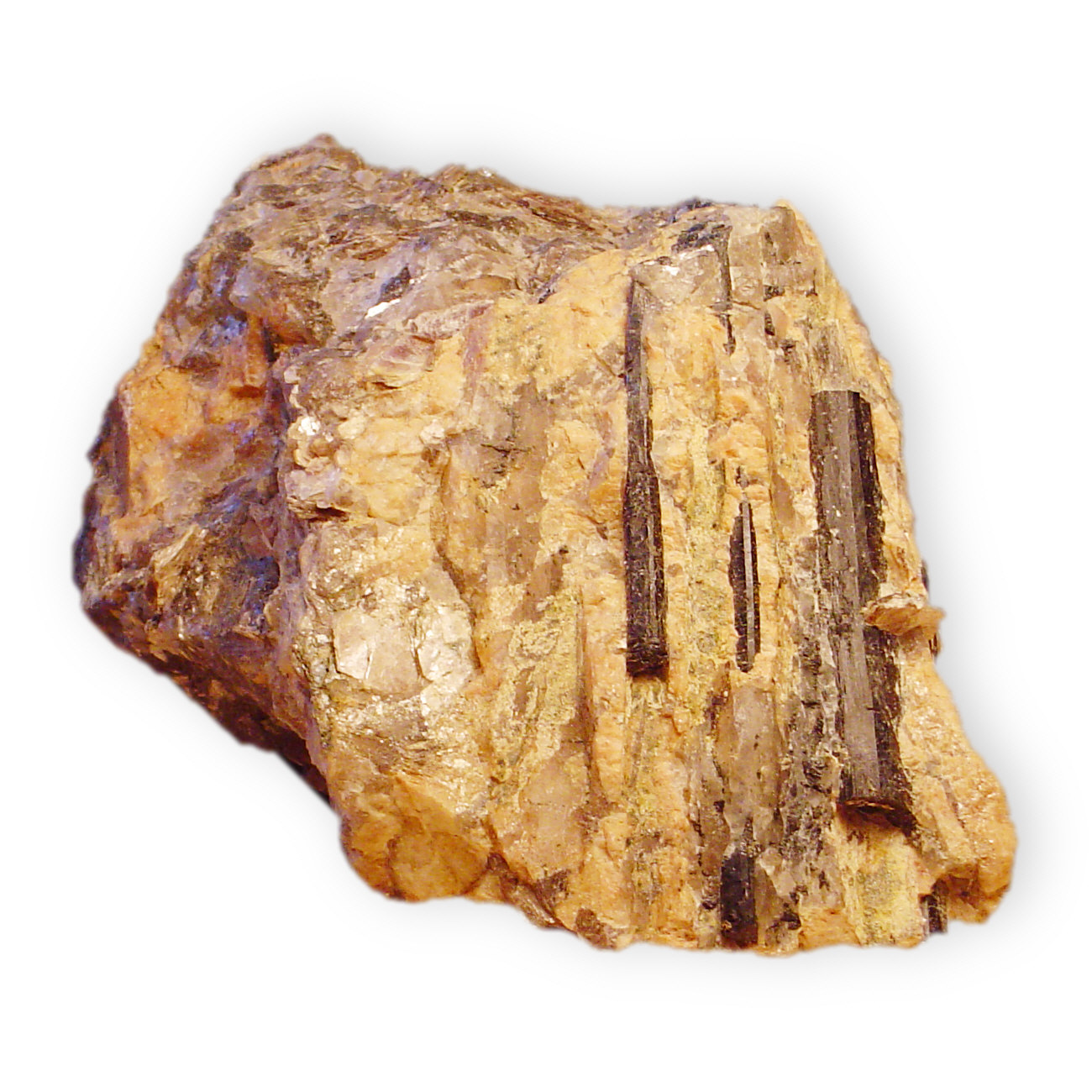
정장석

정장석(正長石, orthoclase)은 KAlSi3O8으로 구성된 흔한 알칼리 장석이다. 경도는 6이다.

## 같이 보기
- 광물 목록